# Paul Moody
Paul Moody (Newbury, 23 maggio 1779 – Lowell, 7 luglio 1831) è stato un inventore e meccanico statunitense.

## Biografia
Lavorò per molti anni assieme a Francis Lowell, sovrintendendo il suo stabilimento di Waltham, nel Massachusetts. Assieme, i due progettarono il primo telaio industriale costruito negli Stati Uniti (1814). Altre numerose innovazioni di Moody furono di grande aiuto per lo sviluppo dell'industria tessile del New England.